# Transporte urbano comarcal de Níjar
El Transporte Urbano Comarcal de Níjar es el servicio de autobuses que opera en Níjar y su municipio, que sirve a unas 3.000 personas. Los autobuses dan servicio todos los días laborables, Sábados y festivos. 

## Precios
| Descripción                                 | Precio | Observaciones                                        |
| ------------------------------------------- | ------ | ---------------------------------------------------- |
| Billete común                               | 1,00 € |                                                      |
| Billete de Escuelas deportivas o culturales | gratis | solicitud en los servicios sociales del Ayuntamiento |
| Billete de Personas mayores de 65 años      | gratis | solicitud en los servicios sociales del Ayuntamiento |

## Líneas
| Líneas                            | Frecuencias en Días laborables                   | Frecuencias en Sábado y festivo               | Frecuencias en Domingo |  |
| --------------------------------- | ------------------------------------------------ | --------------------------------------------- | ---------------------- |  |
| Níjar-San Isidro                  | cada 60 minutos(Desde las 07:45 hasta las 19:30) | excepto (07:45,13:30,19:30,08:45,13:00,16:00) | sin servicio           |  |
| El Barranquete-Níjar              | Desde las 08:30 hasta las 14:22                  |                                               | sin servicio           |  |
| Campohermoso-Las Negras-San José- | Desde las 09:15 hasta las 14:15                  |                                               | sin servicio           |  |